# Urgleptes litoralis
Urgleptes litoralis là một loài bọ cánh cứng trong họ Cerambycidae.